# Сердечник луговой
Серде́чник лугово́й (лат. Cardámine praténsis) — многолетнее травянистое растение, вид рода Сердечник (Cardamine) семейства Капустные (Brassicaceae). Ареал распространения охватывает обширные территории Северного полушария. Благодаря своим белым или нежно-фиолетовым цветам он часто доминирует в ландшафтах на богатых питательными веществами влажных лугах с конца апреля до середины мая.

## Этимология

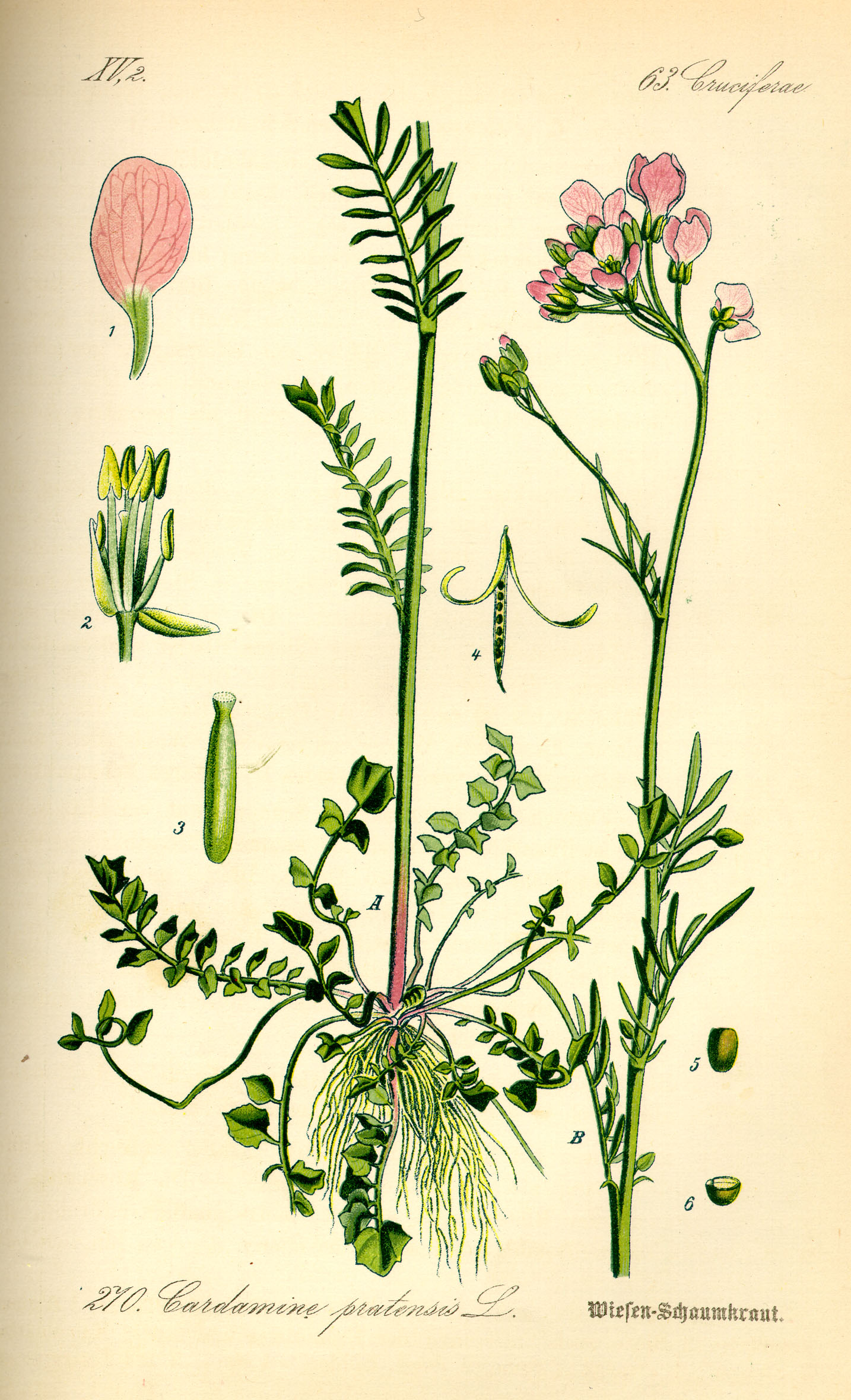
Сердечник луговой.

Родовое название упоминается Диоскоридом как «растение, укрепляющее сердце»: лат. Cardamine = καρδία с др.-греч. — «сердце» (сердце) + αμύνω с др.-греч. — «защищаю». Русское название рода является переводом с латыни. Видовой эпитет pratensis может быть переведён с латыни как «растущий на лугах».
Народными названиями этого растения являются: белоцветка (Россия), горлянка (Вологодская область), болотная жеруха (Украина).
В немецкоязычных странах растение называют «пена луговая» (нем. Wiesen-Schaumkraut) или просто «пенное растение» (нем. Schaumkraut), возможно, так как на этом растении встречаются пенные гнёзда пенниц (Aphrophoridae). Весной их так много, что гнёзда, также известные в просторечии как «кукушкина слюна» (нем. Kuckucksspeichel) или «ведьмина слюна» (нем. Hexenspucke), дали растению популярное название «кукушкин цветок» (нем. Kuckucksblume).

## Ботаническое описание
Зимнезелёное многолетнее травянистое растение, достигающее высоты в основном от 15 до 55 (от 8 до 80) см. В качестве многолетнего органа сохранения образует сравнительно короткое, цилиндрическое, клубневидно-утолщенное корневище диаметром до 5 мм. Стебель прямостоячий, 20–70 см в высоту, неразветвленный, голый или редковолосистый в нижней части, имеет круглое поперечное сечение, изначально содержит сердцевину, а затем становится полым. Корневая система мочковатая.

### Вегетативная система

#### Листья

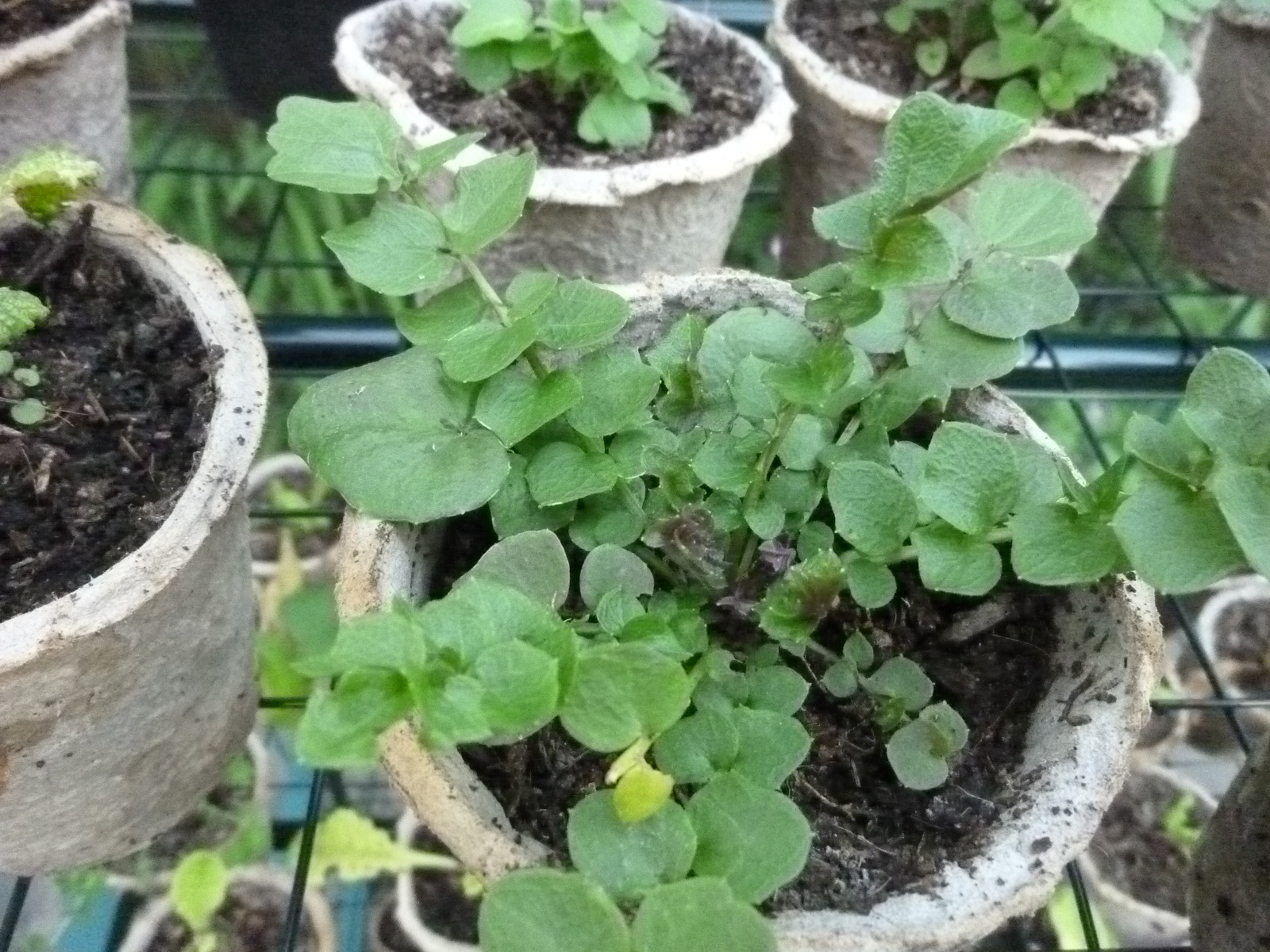
Прикорневая розетка молодых растений

Растение гетерофилльное: базальные (прикорневые) листья отличаются от стеблевых.
Базальные листья собраны в прикорневую розетку, обычно длиной от 2 до 7 (от 1 до 10) см, изредка достигают 30 см, сложные, непарноперистые и имеют от 2 до 15 пар округлых листочков. Листочки стеблеобъемлющие или сидячие, округлые, яйцевидные или широкояйцевидные с зубчатыми или волнистыми краями. Конечный листочек базальных листьев длиной 1,5 см и диаметром от 0,3 до 2 см, от округлого до широкояйцевидного с преимущественно округлым, редко почти почковидным или клиновидным основанием, волнистыми краями и закругленным верхним концом.
Стеблевые листья обычно в количестве от двух до двенадцати (до 18), голые, короткочерешковые, перистые, длиной от 2 до 17 см. Конечный листочек стеблевых листьев обычно имеет длину от 1 до 2,5 (до 3,5) см и ширину от 5 до 8 (до 10) мм, и имеет линейную, продолговатую, яйцевидную или ланцетную листовую пластинку. Стеблевые листья имеют от двух до восьми (до 15 и более) боковых листочков с каждой стороны рахиса, которые по размеру не превышают конечный листочек; они черешковые или нисходящие, по форме похожи на базальные листья и обычно имеют гладкий или редко зубчатый край.

### Генеративная система

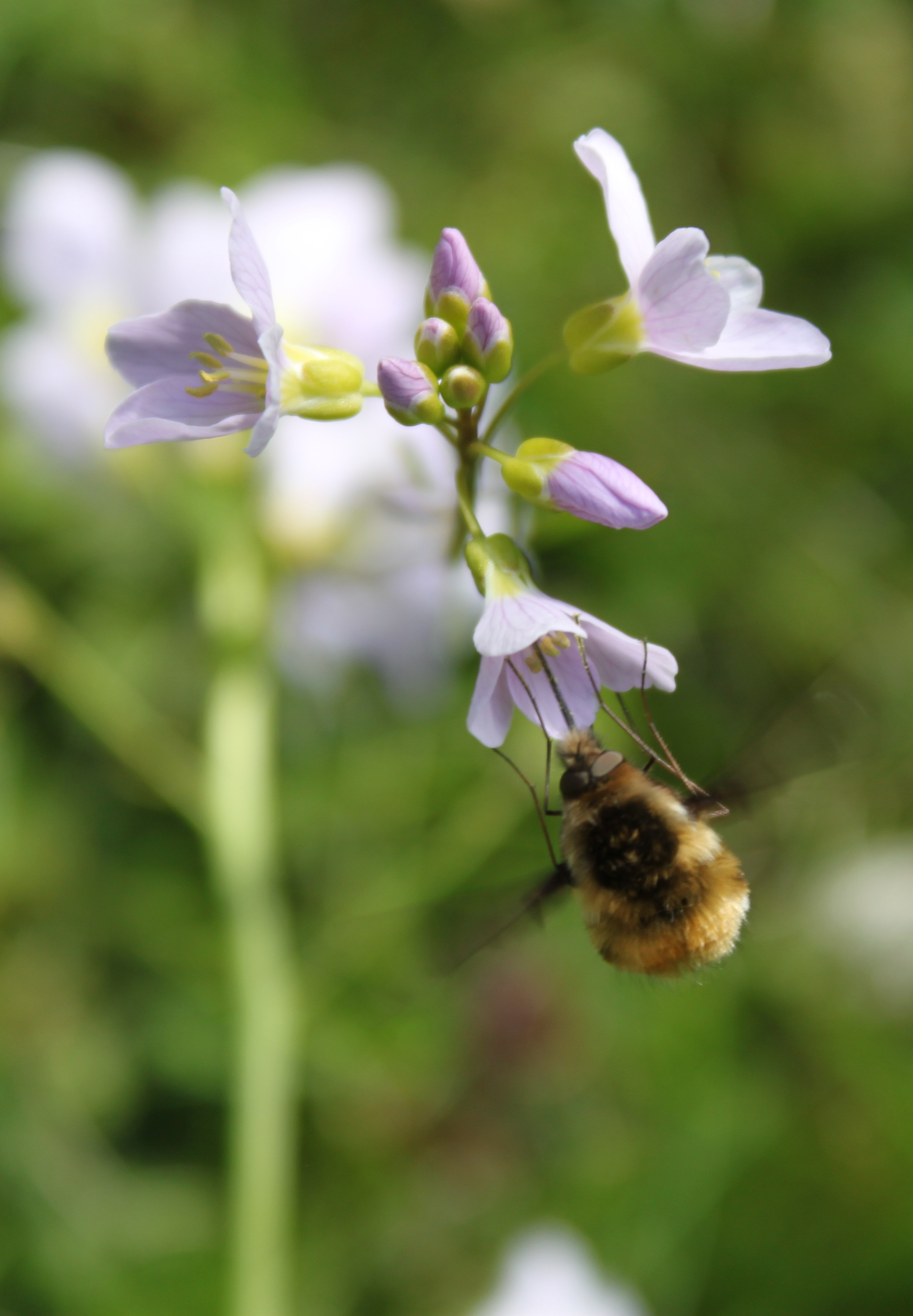
Мохнатая журчалка вставляет свой хобот в цветок

Цветки собраны в верхушечное кистевидное соцветие, но на верхней части стебля часто развиваются дополнительные мелкие кистевидные соцветия. Изначально соцветие почти щитковидное, потом удлиняется и становится редким, состоит 10—20 цветков. В дождливую погоду и в темноте цветоносы изгибаются, а закрывающиеся цветки принимают наклонное положение
Цветки обоеполые, четырехраздельные, с типичным для крестоцветных растений расположением цветковых органов. Четыре вертикальных или распростертых зелёных свободных чашелистика обычно имеют длину от 3 до 5 (от 2,5 до 6) мм и ширину от 1 до 2 мм, имеют удлиненную или яйцевидную форму с пленчатым краем, а основание двух боковых чашелистиков имеет мешковидную форму. Четыре свободных, сросшихся лепестка имеют длину обычно от 0,8 до 1,5 (от 0,6 до 1,8) см и ширину обычно от 3 до 7,5 (до 10) мм, обратнояйцевидную форму и закругленный или ребристый верхний конец. Цвет лепестков варьируется от редко белого до преимущественно беловатого и бледно-розового с более тёмными прожилками до фиолетового. Из шести тычинок средняя пара имеет тычиночные нити длиной от 5 до 10 мм, а боковая пара имеет тычиночные нити длиной от 3 до 6 мм. Жёлтые пыльники узко-удлиненные, длиной от 0,8 до 1,2–2 мм. Тычинки примерно в три раза длиннее чашелистиков. В одном плодолистике содержится от 20 до 30 семяпочек. Прочный, обычно коренастый столбик имеет длину от 1 до 2,2 (от 0,5 до 2,7) мм.
Плод — стручок, почти прямой, на косо вверх стоячих цветоножках.
Цветёт в мае—августе.

### Генетика
Числа хромосом составляют 2n = 16, 24, 28-34, 38-44, 48, 56, 96, что предполагает , что основное число хромосом x = 8. Присутствует полиплоидия, исследования показывают наличие диплоидных и гептаплоидных популяций.

## Экология

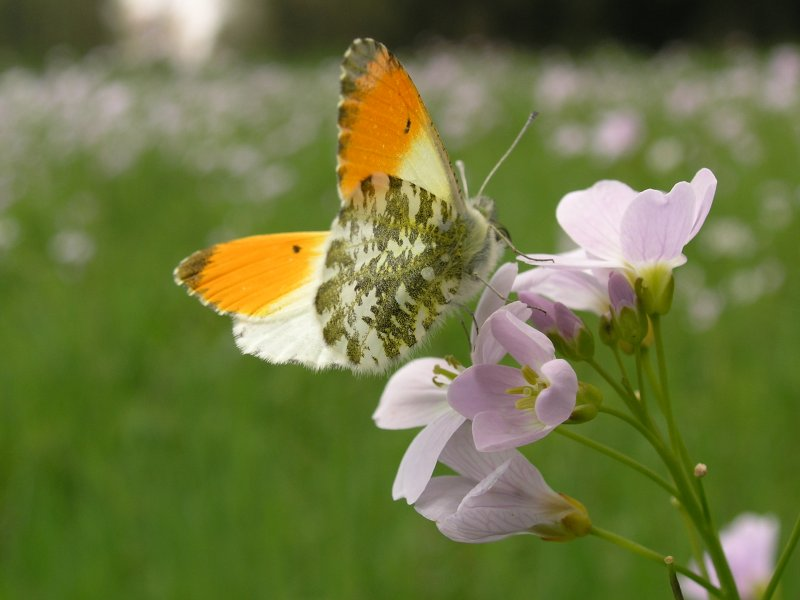
Бабочка Зорька (бабочка)|Зорька (Anthocharis cardamines) кормится на цветках

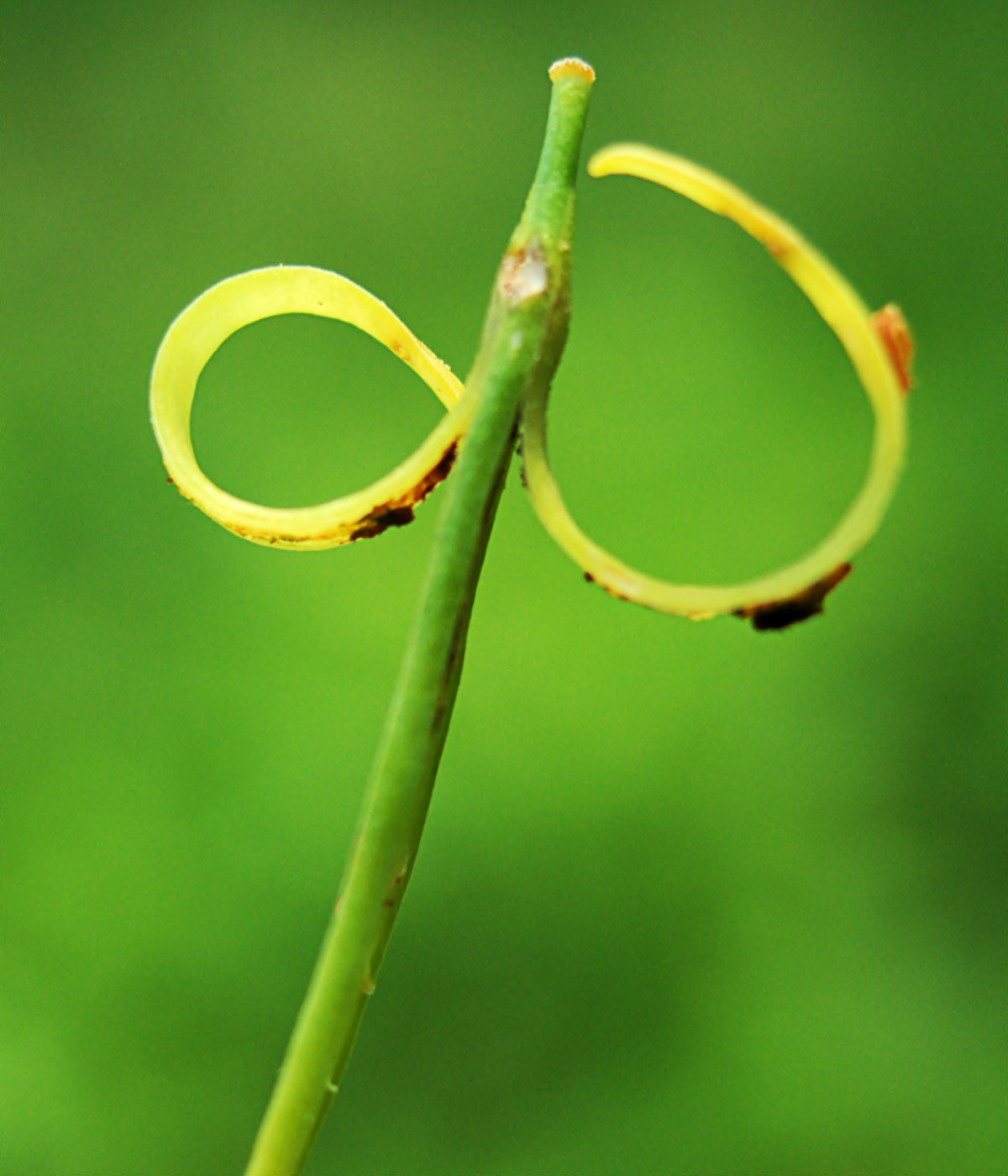
Лопнувший стучок

Жизненная форма гемикриптофит, многолетнее полурозеточное растение с тонким ползучим корневищем. Листовая розетка часто бывает зимнезелёной.
С точки зрения экологии цветка, у сердечника лугового «нектароносные дисковые цветки» с переходом в «воронковидные цветки». (Дисковые цветки обычно расположены близко к земле и имеет плоскую, открытую дисковую форму, обеспечивающую свободный доступ насекомых-опылителей к центру цветка, а воронковидные цветки для доступа к нектару требуют наличия у опылителей длинных хоботков или язычков). Нектар обильно выделяется мелкими нектарниками у основания завязи и доступен только пчёлам и мотылькам; пыльцу собирают мухи-журчалки. Цветки также являются важнейшим источником пыльцы для песчаной пчелы Andrena lagopus из рода земляных пчёл Andrena. Как и у других крестоцветных растений, сосочки рыльца кутинизированы, поэтому на них могут прорастать только те пыльцевые зерна, которые вырабатывают кутиназу, т.е. фермент, растворяющий кутин.
При созревании стручки раскрываются и разбрасывают семена, расположенные в один ряд. Сердечник луговой использует стратегию распространения, которая в ботанике известна как баллистохори́я. Сердечник луговой относится к рассеивателям давлением клеточного сока, которые редко встречаются в европейской флоре, в отличие от рассеивателей высыхания. Когда стручки созревают, давление клеточного сока увеличивается, и стенки стручка разбухают. При превышении определенного давления стенки стручка взрываются. Выделяющаяся при этом энергия разбрасывает семена на расстояние до 2,4 м.
Семена сердечника лугового прорастают при солнечном освещении, не требуют заделки в почву.
Когда прикорневые листья сердечника лугового касаются влажной почвы, в местах прикрепления листочков часто образуются почки укоренения. Из них вырастают самостоятельные дочерние растения. Благодаря такому вегетативному саморазмножению, которое в ботанике называется бластохория (размножение путём самопроизвольного деления, без использования внешних сил), растение обеспечивает размножение даже тогда, когда условия местности или влажная, холодная погода не позволяют семенным коробочкам созреть.

## Распространение

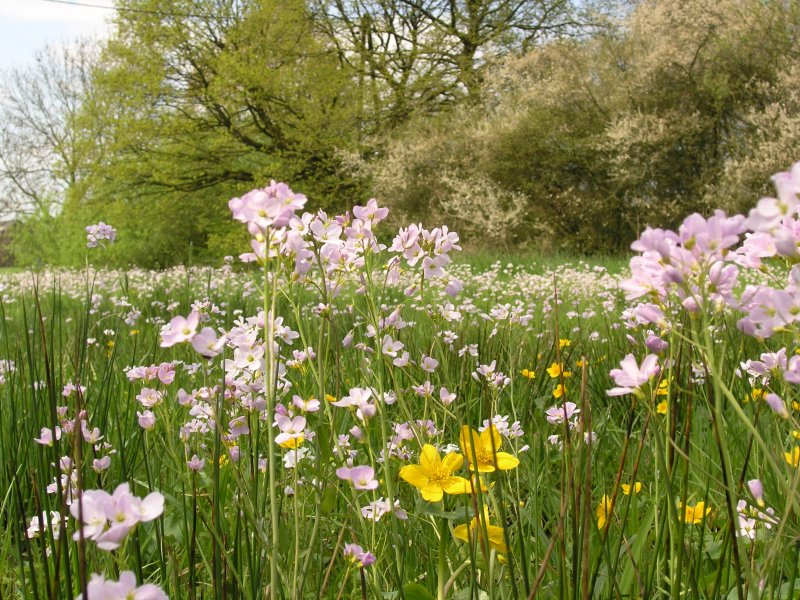
Цветущее сообщество с сердечника лугового с Калужница болотная|калужницой болотной (Caltha palustris)

В диком виде произрастает на всей территории Европы, в Северной Америке и Восточной Азии. На территории России встречается в европейской части, за исключением юга, в Сибири, на Дальнем Востоке.
Как заносное растение встречается во многих районах Северного полушария с умеренным климатом.
Растёт в небольшом количество на влажных болотистых лугах, реже по берегам рек и ручьев.

## Химический состав
В надземной части отмечается большое содержание аскорбиновой кислоты, содержатся тиогликозиды и флавоноиды: кемпферол, кверцетин и их гликозиды. Семена содержат от 22 до 36 % жирного масла, в состав которого входит до 10 % аминокислот.

## Значение и применение

### Кормовое значение
По старым данным в условиях Украины считался одной из лучших кормовых трав семейства крестоцветных. По данным академика ВАСХНИЛ Ивана Ларина на пастбищах поедается скотом плохо и редко удовлетворительно, поедается в сене. На Крайнем Севере поедается северным оленем (Rangifer tarandus). Алтайским маралом (Cervus elaphus sibiricus) поедается плохо.
Ядовитое растение. После поедания в свежем виде у лошадей через 4 дня наступают явления ревматического воспаления копыт. В сухом виде безвредно. При поедании молочным скотом молоко становится не вкусным, масло и сыр получаются плохого качества.

### Кулинарное применение
Относится к ценным пищевым растениям. Молодые листья, собираемые до цветения, обладают острым горьковатым, но приятным вкусом, напоминают кресс-салат. Горечь обусловлена содержащегося в них гликозида горчичного масла. Зелень растения пригодна для варки супов, приготовления салатов, винегретов. Сушёные и свежие листья используются как пряности вместо перца, в качестве приправы к творогу и сливочному сыру, а также в соусах.

### Медонос
Сердечник луговой относится к ценным медоносным растениям.

### Декоративное применение
Культивируется как декоративное садовое растение с  XVII века. Существует форма с махровыми цветками.

### Применение в медицине
В народной медицине сердечник луговой известен как пищевое и лекарственное растение ещё с XVIII века.
Во Франции сок растения применяли при опухолях. Высушенные цветки — для лечения эпилепсии у детей.
В России его применяли от цинги и давали детям от золотухи и детских судорог. Траву варили в молочной сыворотке или делали сухой порошок и принимали его.
В современной народной медицине препараты сердечника лугового считаются стимулирующим, мочегонным, желчегонным и противосудорожным средством.
На Кавказе его принимают при конвульсиях у детей. На Дальнем Востоке отвар сердечника лугового принимают при катаре верхних дыхательных путей, для полоскания при зубной боли, внутрь при венерических болезнях и сахарном диабете. В европейской части России и Сибири трава с цветками применяется при водянке, желтухе, глистах и особенно при нервных заболеваниях, сопровождающихся судорогами и истерическими припадками, высушенные цветки — при эпилепсии у детей.

## Классификация
Вид Cardamine pratensis впервые был опубликован в 1753 году Карлом фон Линнеем в Species Plantarum, 2, стр. 656.
Протолог: Cardamine pratensis L., 1753, Sp. Pl. : 656

### Таксономия
Вид Сердечник луговой относится к роду Сердечник семейства Капустные (Brassicaceae) порядка Капустоцветные (Brassicales). Кладограмма в соответствии с Системой APG IV по состоянию на июнь 2023 года:
|  |                                      |  |                                   |                                   |                     |  | ещё 16 семейств | ещё 16 семейств |                   |  |                          |  | еще 252 подтвержденных вида и 55 видов, ожидающих подтверждения | еще 252 подтвержденных вида и 55 видов, ожидающих подтверждения |  |
|  |                                      |  |                                   |                                   |                     |  | ещё 16 семейств | ещё 16 семейств |                   |  |                          |  | еще 252 подтвержденных вида и 55 видов, ожидающих подтверждения | еще 252 подтвержденных вида и 55 видов, ожидающих подтверждения |  |
|  |                                      |  |                                   | порядок Капустоцветные            |                     |  |                 |                 | род Сердечник     |  |                          |  |                                                                 |                                                                 |  |
|  |                                      |  |                                   | порядок Капустоцветные            |                     |  |                 |                 | род Сердечник     |  | 8 внутривидовых таксонов |  |                                                                 |                                                                 |  |
|  | отдел Цветковые, или Покрытосеменные |  |                                   |                                   | семейство Капустные |  |                 |                 | Сердечник луговой |  |                          |  |                                                                 |                                                                 |  |
|  | отдел Цветковые, или Покрытосеменные |  |                                   |                                   |                     |  |                 |                 |                   |  |                          |  |                                                                 |                                                                 |  |
|  |                                      |  | ещё 63 порядка цветковых растений | ещё 63 порядка цветковых растений |                     |  |                 | ещё 354 рода    | ещё 354 рода      |  |                          |  |                                                                 |                                                                 |  |
|  |                                      |  |                                   | ещё 63 порядка цветковых растений |                     |  |                 |                 | ещё 354 рода      |  |                          |  |                                                                 |                                                                 |  |

### Внутривидовые таксоны
- Cardamine pratensis subsp. atlantica (Emb. & Maire) Greuter & Burdet
- Cardamine pratensis subsp. granulosa (All.) Arcang.
- Cardamine pratensis subsp. matthioli (Moretti) Nyman
- Cardamine pratensis subsp. paludosa  (Knaf) Celak.  — Сердечник зубчатый
- Cardamine pratensis subsp. picra De Langhe & D'hose
- Cardamine pratensis subsp. polemonioides Rouy
- Cardamine pratensis subsp. rivularis (Schur) O.Bolòs & Vigo
- Cardamine pratensis subsp. submatthioli Tzvelev

### Синонимы
- Cardamine acaulis  Berg
- Cardamine buchtormensis  Willd. ex DC.
- Cardamine fontinalis  Schur
- Cardamine fossicola  Godet
- Cardamine fragilis  Degl.
- Cardamine grandiflora  Hallier
- Cardamine hayneana var. iliciana  Fritsch
- Cardamine herbivaga  Jord.
- Cardamine iliciana  N.Busch
- Cardamine integrifolia  Gilib.
- Cardamine laurentiana  Andrz. ex Ledeb.
- Cardamine monticola  Timb.-Lagr.
- Cardamine nasturtii  Spreng.
- Cardamine nasturtiifolia  Steud.
- Cardamine nasturtioides  Schur
- Cardamine orophila  Timb.-Lagr.
- Cardamine palustris  Peterm.
- Cardamine pentaphylla  R.Br.
- Cardamine pratensis f. arctica  O.E.Schulz
- Cardamine pratensis f. pratensis
- Cardamine pratensis subsp. iliciana  (Fritsch) O.E.Schulz
- Cardamine pratensis var. debilis  DC.
- Cardamine pratensis var. grandiflora  DC.
- Cardamine pratensis var. minor  Barnéoud in Gay
- Cardamine pratensis var. pratensis  –
- Cardamine pratensis var. spasskajae  Tzvelev
- Cardamine pratensis var. stolonifera  DC.
- Cardamine praticola  Jord.
- Cardamine pseudopratensis  Schur ex G.Nicholson
- Cardamine scaturiginosa  Wahlenb. ex Steud.
- Cardamine stolonifera  Tausch
- Cardamine sylvatica  Besser
- Crucifera pratensis  (L.) E.H.L.Krause
- Dracamine pratensis  (L.) Nieuwl.
- Ghinia pratensis  Bubani